# Tour de Pologne 2025
La 82e édition du Tour de Pologne, une course cycliste sur route par étapes, a lieu du 4 au 10 août 2025 en Pologne. L'épreuve se déroule en sept étapes entre Wroclaw et Wieliczka sur un parcours total de 1 075,9 km. C'est une épreuve de l'UCI World Tour 2025, le calendrier le plus important du cyclisme sur route.

## Présentation

### Parcours
La course se déroule dans la partie sud de la Pologne, en se déplaçant globalement du sud-ouest vers le sud-est du pays. La 1re étape est la plus plate. Les étapes 2 à 6 présentent des reliefs vallonnés ou accidentés avec des arrivées en côte pour les 2e et 6e étapes. Cette 6e étape est considérée comme l'étape reine de l'édition 2025. Si les écarts ne sont pas importants après les six premières journées, la dernière étape disputée en contre-la-montre sur 12,5 km pourrait modifier le classement général.

### Équipes
22 équipes participent à ce Tour de Pologne 2025 : les dix-huit WorldTeams, trois ProTeams et l'équipe nationale polonaise.
| WorldTeams (18)- UAE Team Emirates XRG - EF Education-EasyPost - Alpecin-Deceuninck - Arkéa-B&B Hotels - XDS Astana Team - Bahrain-Victorious - Cofidis - Decathlon AG2R La Mondiale Team - Groupama-FDJ - Ineos Grenadiers - Intermarché-Wanty - Lidl-Trek - Movistar Team - Red Bull-BORA-hansgrohe - Soudal Quick-Step - Team Picnic-PostNL - Team Jayco AlUla - Team Visma \| Lease a Bike ProTeams (3)- Israel-Premier Tech - Tudor Pro Cycling Team - Lotto Équipe nationale- Pologne |
| |

### Favoris
Parmi les favoris pour le classement général, on peut citer l'Italien Antonio Tiberi (Bahrain Victorious), le champion de France Dorian Godon (Decathlon AG2R La Mondiale), le Polonais Michał Kwiatkowski (Ineos Grenadiers), le Suisse Jan Christen et l'Américain Brandon McNulty (UAE Emirates XRG), le Britannique Ethan Hayter (Soudal Quick-Step), le Belge Maxim Van Gils (Red Bull Bora Hansgrohe), les Italiens Diego Ulissi et Alberto Bettiol (XDS Astana), le Tchèque Mathias Vacek (Lidl Trek) et le Hongrois Attila Valter (Visma Lease a Bike).

## Étapes
| Étape     | Date    | Villes étapes                             | type                        | Distance (km) | Dénivelé (m) | Vainqueur d'étape  | Leader du classement général |
| --------- | ------- | ----------------------------------------- | --------------------------- | ------------- | ------------ | ------------------ | ---------------------------- |
| 1re étape | 4 août  | Wrocław – Legnica                         | étape de plaine             | 199,7         | 801 m        | Olav Kooij         | Olav Kooij                   |
| 2e étape  | 5 août  | Karpacz – Karpacz                         | étape vallonnée             | 149,4         | 2 199 m      | Paul Lapeira       | Paul Lapeira                 |
| 3e étape  | 6 août  | Wałbrzych – Wałbrzych                     | étape vallonnée             | 159,3         | 3 465 m      | Ben Turner         | Paul Lapeira                 |
| 4e étape  | 7 août  | Rybnik – Cieszyn                          | étape vallonnée             | 201,4         | 2 242 m      | Paul Magnier       | Paul Lapeira                 |
| 5e étape  | 8 août  | Katowice – Zakopane                       | étape vallonnée             | 206,1         | 2 759 m      | Matthew Brennan    | Paul Lapeira                 |
| 6e étape  | 9 août  | Bukowina Tatrzańska – Bukowina Tatrzańska | étape vallonnée             | 147,5         | 2 808 m      | Victor Langellotti | Victor Langellotti           |
| 7e étape  | 10 août | Wieliczka – Wieliczka                     | contre-la-montre individuel | 12,5          | 175 m        | Brandon McNulty    | Brandon McNulty              |

## Déroulement de la course

### 1reétape
| \| Classement de l'étape \| Classement de l'étape \| Classement de l'étape \| Classement de l'étape \| Classement de l'étape \| \| Coureur \| Coureur \| Pays \| Équipe \| Temps \| \| --------------------- \| --------------------- \| --------------------- \| -------------------------- \| --------------------- \| \| 1er \| Olav Kooij \| Pays-Bas \| Team Visma \\| Lease a Bike \| 4 h 26 min 36 s \| \| 2e \| Paul Magnier \| France \| Soudal Quick-Step \| + 0 s \| \| 3e \| Jensen Plowright \| Australie \| Alpecin-Deceuninck \| + 0 s \| \| 4e \| Maikel Zijlaard \| Pays-Bas \| Tudor Pro Cycling Team \| + 0 s \| \| 5e \| Ethan Vernon \| Royaume-Uni \| Israel-Premier Tech \| + 0 s \| \| 6e \| Stanisław Aniołkowski \| Pologne \| Cofidis \| + 0 s \| \| 7e \| Ben Turner \| Royaume-Uni \| Ineos Grenadiers \| + 0 s \| \| 8e \| Florian Vermeersch \| Belgique \| UAE Team Emirates XRG \| + 0 s \| \| 9e \| Max Kanter \| Allemagne \| XDS Astana Team \| + 0 s \| \| 10e \| Rasmus Søjberg \| Danemark \| Decathlon-AG2R La Mondiale \| + 0 s \| |                       |             |                            |                 |
| |                       |             |                            |                 |
| |                       |             |                            |                 |
| Classement de l'étape |                       |             |                            |                 |
| Coureur | Coureur               | Pays        | Équipe                     | Temps           |
| 1er | Olav Kooij            | Pays-Bas    | Team Visma \| Lease a Bike | 4 h 26 min 36 s |
| 2e | Paul Magnier          | France      | Soudal Quick-Step          | + 0 s           |
| 3e | Jensen Plowright      | Australie   | Alpecin-Deceuninck         | + 0 s           |
| 4e | Maikel Zijlaard       | Pays-Bas    | Tudor Pro Cycling Team     | + 0 s           |
| 5e | Ethan Vernon          | Royaume-Uni | Israel-Premier Tech        | + 0 s           |
| 6e | Stanisław Aniołkowski | Pologne     | Cofidis                    | + 0 s           |
| 7e | Ben Turner            | Royaume-Uni | Ineos Grenadiers           | + 0 s           |
| 8e | Florian Vermeersch    | Belgique    | UAE Team Emirates XRG      | + 0 s           |
| 9e | Max Kanter            | Allemagne   | XDS Astana Team            | + 0 s           |
| 10e | Rasmus Søjberg        | Danemark    | Decathlon-AG2R La Mondiale | + 0 s           |

| \| Classement général \| Classement général \| Classement général \| Classement général \| Classement général \| \| Coureur \| Coureur \| Pays \| Équipe \| Temps \| \| ------------------ \| --------------------- \| ------------------ \| -------------------------- \| ------------------ \| \| 1er \| Olav Kooij \| Pays-Bas \| Team Visma \\| Lease a Bike \| 4 h 26 min 26 s \| \| 2e \| Donavan Grondin \| France \| Arkéa-B&B Hotels \| + 2 s \| \| 3e \| Paul Magnier \| France \| Soudal Quick-Step \| + 4 s \| \| 4e \| Patryk Stosz \| Pologne \| Pologne \| + 5 s \| \| 5e \| Lars Boven \| Pays-Bas \| Alpecin-Deceuninck \| + 5 s \| \| 6e \| Jensen Plowright \| Australie \| Alpecin-Deceuninck \| + 6 s \| \| 7e \| Maikel Zijlaard \| Pays-Bas \| Tudor Pro Cycling Team \| + 10 s \| \| 8e \| Ethan Vernon \| Royaume-Uni \| Israel-Premier Tech \| + 10 s \| \| 9e \| Stanisław Aniołkowski \| Pologne \| Cofidis \| + 10 s \| \| 10e \| Ben Turner \| Royaume-Uni \| Ineos Grenadiers \| + 10 s \| |                       |             |                            |                 |
| |                       |             |                            |                 |
| |                       |             |                            |                 |
| Classement général |                       |             |                            |                 |
| Coureur | Coureur               | Pays        | Équipe                     | Temps           |
| 1er | Olav Kooij            | Pays-Bas    | Team Visma \| Lease a Bike | 4 h 26 min 26 s |
| 2e | Donavan Grondin       | France      | Arkéa-B&B Hotels           | + 2 s           |
| 3e | Paul Magnier          | France      | Soudal Quick-Step          | + 4 s           |
| 4e | Patryk Stosz          | Pologne     | Pologne                    | + 5 s           |
| 5e | Lars Boven            | Pays-Bas    | Alpecin-Deceuninck         | + 5 s           |
| 6e | Jensen Plowright      | Australie   | Alpecin-Deceuninck         | + 6 s           |
| 7e | Maikel Zijlaard       | Pays-Bas    | Tudor Pro Cycling Team     | + 10 s          |
| 8e | Ethan Vernon          | Royaume-Uni | Israel-Premier Tech        | + 10 s          |
| 9e | Stanisław Aniołkowski | Pologne     | Cofidis                    | + 10 s          |
| 10e | Ben Turner            | Royaume-Uni | Ineos Grenadiers           | + 10 s          |

### 2eétape
| \| Classement de l'étape \| Classement de l'étape \| Classement de l'étape \| Classement de l'étape \| Classement de l'étape \| \| Coureur \| Coureur \| Pays \| Équipe \| Temps \| \| --------------------- \| --------------------- \| --------------------- \| -------------------------- \| --------------------- \| \| 1er \| Paul Lapeira \| France \| Decathlon-AG2R La Mondiale \| 3 h 29 min 58 s \| \| 2e \| Mathias Vacek \| Tchéquie \| Lidl-Trek \| + 2 s \| \| 3e \| Victor Langellotti \| Monaco \| Ineos Grenadiers \| + 2 s \| \| 4e \| Antonio Tiberi \| Italie \| Bahrain Victorious \| + 2 s \| \| 5e \| Jan Christen \| Suisse \| UAE Team Emirates XRG \| + 2 s \| \| 6e \| Rudy Molard \| France \| Groupama-FDJ \| + 4 s \| \| 7e \| Brandon McNulty \| États-Unis \| UAE Team Emirates XRG \| + 4 s \| \| 8e \| Finn Fisher-Black \| Nouvelle-Zélande \| Red Bull-Bora-Hansgrohe \| + 4 s \| \| 9e \| Quinten Hermans \| Belgique \| Alpecin-Deceuninck \| + 4 s \| \| 10e \| Rafał Majka \| Pologne \| UAE Team Emirates XRG \| + 4 s \| |                    |                  |                            |                 |
| |                    |                  |                            |                 |
| |                    |                  |                            |                 |
| Classement de l'étape |                    |                  |                            |                 |
| Coureur | Coureur            | Pays             | Équipe                     | Temps           |
| 1er | Paul Lapeira       | France           | Decathlon-AG2R La Mondiale | 3 h 29 min 58 s |
| 2e | Mathias Vacek      | Tchéquie         | Lidl-Trek                  | + 2 s           |
| 3e | Victor Langellotti | Monaco           | Ineos Grenadiers           | + 2 s           |
| 4e | Antonio Tiberi     | Italie           | Bahrain Victorious         | + 2 s           |
| 5e | Jan Christen       | Suisse           | UAE Team Emirates XRG      | + 2 s           |
| 6e | Rudy Molard        | France           | Groupama-FDJ               | + 4 s           |
| 7e | Brandon McNulty    | États-Unis       | UAE Team Emirates XRG      | + 4 s           |
| 8e | Finn Fisher-Black  | Nouvelle-Zélande | Red Bull-Bora-Hansgrohe    | + 4 s           |
| 9e | Quinten Hermans    | Belgique         | Alpecin-Deceuninck         | + 4 s           |
| 10e | Rafał Majka        | Pologne          | UAE Team Emirates XRG      | + 4 s           |

| \| Classement général \| Classement général \| Classement général \| Classement général \| Classement général \| \| Coureur \| Coureur \| Pays \| Équipe \| Temps \| \| ------------------ \| ------------------ \| ------------------ \| -------------------------- \| ------------------ \| \| 1er \| Paul Lapeira \| France \| Decathlon-AG2R La Mondiale \| 7 h 56 min 24 s \| \| 2e \| Mathias Vacek \| Tchéquie \| Lidl-Trek \| + 6 s \| \| 3e \| Victor Langellotti \| Monaco \| Ineos Grenadiers \| + 8 s \| \| 4e \| Jan Christen \| Suisse \| UAE Team Emirates XRG \| + 12 s \| \| 5e \| Antonio Tiberi \| Italie \| Bahrain Victorious \| + 12 s \| \| 6e \| Brandon McNulty \| États-Unis \| UAE Team Emirates XRG \| + 14 s \| \| 7e \| Finn Fisher-Black \| Nouvelle-Zélande \| Red Bull-Bora-Hansgrohe \| + 14 s \| \| 8e \| Quinten Hermans \| Belgique \| Alpecin-Deceuninck \| + 14 s \| \| 9e \| Rudy Molard \| France \| Groupama-FDJ \| + 14 s \| \| 10e \| Rafał Majka \| Pologne \| UAE Team Emirates XRG \| + 14 s \| |                    |                  |                            |                 |
| |                    |                  |                            |                 |
| |                    |                  |                            |                 |
| Classement général |                    |                  |                            |                 |
| Coureur | Coureur            | Pays             | Équipe                     | Temps           |
| 1er | Paul Lapeira       | France           | Decathlon-AG2R La Mondiale | 7 h 56 min 24 s |
| 2e | Mathias Vacek      | Tchéquie         | Lidl-Trek                  | + 6 s           |
| 3e | Victor Langellotti | Monaco           | Ineos Grenadiers           | + 8 s           |
| 4e | Jan Christen       | Suisse           | UAE Team Emirates XRG      | + 12 s          |
| 5e | Antonio Tiberi     | Italie           | Bahrain Victorious         | + 12 s          |
| 6e | Brandon McNulty    | États-Unis       | UAE Team Emirates XRG      | + 14 s          |
| 7e | Finn Fisher-Black  | Nouvelle-Zélande | Red Bull-Bora-Hansgrohe    | + 14 s          |
| 8e | Quinten Hermans    | Belgique         | Alpecin-Deceuninck         | + 14 s          |
| 9e | Rudy Molard        | France           | Groupama-FDJ               | + 14 s          |
| 10e | Rafał Majka        | Pologne          | UAE Team Emirates XRG      | + 14 s          |

### 3eétape
Une chute a incité l'organisation a refaire un départ et ne pas compter les écarts au classement général. Le maillot jaune était impliqué et le second au classement général a abandonné.
| \| Classement de l'étape \| Classement de l'étape \| Classement de l'étape \| Classement de l'étape \| Classement de l'étape \| \| Coureur \| Coureur \| Pays \| Équipe \| Temps \| \| --------------------- \| --------------------- \| --------------------- \| --------------------- \| --------------------- \| \| 1er \| Ben Turner \| Royaume-Uni \| Ineos Grenadiers \| 4 h 00 min 46 s \| \| 2e \| Pello Bilbao \| Espagne \| Bahrain Victorious \| + 0 s \| \| 3e \| Andrea Bagioli \| Italie \| Lidl-Trek \| + 0 s \| \| 4e \| Jan Christen \| Suisse \| UAE Team Emirates XRG \| + 0 s \| \| 5e \| Arjen Livyns \| Belgique \| Lotto \| + 0 s \| \| 6e \| Quinten Hermans \| Belgique \| Alpecin-Deceuninck \| + 0 s \| \| 7e \| Pepijn Reinderink \| Pays-Bas \| Soudal Quick-Step \| + 0 s \| \| 8e \| Francesco Busatto \| Italie \| Intermarché-Wanty \| + 0 s \| \| 9e \| Jasha Sütterlin \| Allemagne \| Team Jayco AlUla \| + 0 s \| \| 10e \| Marcin Budziński \| Pologne \| Pologne \| + 0 s \| |                   |             |                       |                 |
| |                   |             |                       |                 |
| |                   |             |                       |                 |
| Classement de l'étape |                   |             |                       |                 |
| Coureur | Coureur           | Pays        | Équipe                | Temps           |
| 1er | Ben Turner        | Royaume-Uni | Ineos Grenadiers      | 4 h 00 min 46 s |
| 2e | Pello Bilbao      | Espagne     | Bahrain Victorious    | + 0 s           |
| 3e | Andrea Bagioli    | Italie      | Lidl-Trek             | + 0 s           |
| 4e | Jan Christen      | Suisse      | UAE Team Emirates XRG | + 0 s           |
| 5e | Arjen Livyns      | Belgique    | Lotto                 | + 0 s           |
| 6e | Quinten Hermans   | Belgique    | Alpecin-Deceuninck    | + 0 s           |
| 7e | Pepijn Reinderink | Pays-Bas    | Soudal Quick-Step     | + 0 s           |
| 8e | Francesco Busatto | Italie      | Intermarché-Wanty     | + 0 s           |
| 9e | Jasha Sütterlin   | Allemagne   | Team Jayco AlUla      | + 0 s           |
| 10e | Marcin Budziński  | Pologne     | Pologne               | + 0 s           |

| \| Classement général \| Classement général \| Classement général \| Classement général \| Classement général \| \| Coureur \| Coureur \| Pays \| Équipe \| Temps \| \| ------------------ \| ------------------ \| ------------------ \| -------------------------- \| ------------------ \| \| 1er \| Paul Lapeira \| France \| Decathlon-AG2R La Mondiale \| 11 h 57 min 10 s \| \| 2e \| Victor Langellotti \| Monaco \| Ineos Grenadiers \| + 8 s \| \| 3e \| Jan Christen \| Suisse \| UAE Team Emirates XRG \| + 12 s \| \| 4e \| Antonio Tiberi \| Italie \| Bahrain Victorious \| + 12 s \| \| 5e \| Quinten Hermans \| Belgique \| Alpecin-Deceuninck \| + 14 s \| \| 6e \| Finn Fisher-Black \| Nouvelle-Zélande \| Red Bull-Bora-Hansgrohe \| + 14 s \| \| 7e \| Brandon McNulty \| États-Unis \| UAE Team Emirates XRG \| + 14 s \| \| 8e \| Rafał Majka \| Pologne \| UAE Team Emirates XRG \| + 14 s \| \| 9e \| Mikkel Honoré \| Danemark \| EF Education-EasyPost \| + 18 s \| \| 10e \| Alberto Bettiol \| Italie \| XDS Astana Team \| + 18 s \| |                    |                  |                            |                  |
| |                    |                  |                            |                  |
| |                    |                  |                            |                  |
| Classement général |                    |                  |                            |                  |
| Coureur | Coureur            | Pays             | Équipe                     | Temps            |
| 1er | Paul Lapeira       | France           | Decathlon-AG2R La Mondiale | 11 h 57 min 10 s |
| 2e | Victor Langellotti | Monaco           | Ineos Grenadiers           | + 8 s            |
| 3e | Jan Christen       | Suisse           | UAE Team Emirates XRG      | + 12 s           |
| 4e | Antonio Tiberi     | Italie           | Bahrain Victorious         | + 12 s           |
| 5e | Quinten Hermans    | Belgique         | Alpecin-Deceuninck         | + 14 s           |
| 6e | Finn Fisher-Black  | Nouvelle-Zélande | Red Bull-Bora-Hansgrohe    | + 14 s           |
| 7e | Brandon McNulty    | États-Unis       | UAE Team Emirates XRG      | + 14 s           |
| 8e | Rafał Majka        | Pologne          | UAE Team Emirates XRG      | + 14 s           |
| 9e | Mikkel Honoré      | Danemark         | EF Education-EasyPost      | + 18 s           |
| 10e | Alberto Bettiol    | Italie           | XDS Astana Team            | + 18 s           |

### 4eétape
| \| Classement de l'étape \| Classement de l'étape \| Classement de l'étape \| Classement de l'étape \| Classement de l'étape \| \| Coureur \| Coureur \| Pays \| Équipe \| Temps \| \| --------------------- \| --------------------- \| --------------------- \| ----------------------- \| --------------------- \| \| 1er \| Paul Magnier \| France \| Soudal Quick-Step \| 4 h 36 min 09 s \| \| 2e \| Ben Turner \| Royaume-Uni \| Ineos Grenadiers \| + 0 s \| \| 3e \| Tim Torn Teutenberg \| Allemagne \| Lidl-Trek \| + 0 s \| \| 4e \| Thibaud Gruel \| France \| Groupama-FDJ \| + 0 s \| \| 5e \| Madis Mihkels \| Estonie \| EF Education-EasyPost \| + 0 s \| \| 6e \| Stanisław Aniołkowski \| Pologne \| Cofidis \| + 0 s \| \| 7e \| Tim van Dijke \| Pays-Bas \| Red Bull-Bora-Hansgrohe \| + 0 s \| \| 8e \| Jensen Plowright \| Australie \| Alpecin-Deceuninck \| + 0 s \| \| 9e \| Finn Fisher-Black \| Nouvelle-Zélande \| Red Bull-Bora-Hansgrohe \| + 0 s \| \| 10e \| Jan Christen \| Suisse \| UAE Team Emirates XRG \| + 0 s \| |                       |                  |                         |                 |
| |                       |                  |                         |                 |
| |                       |                  |                         |                 |
| Classement de l'étape |                       |                  |                         |                 |
| Coureur | Coureur               | Pays             | Équipe                  | Temps           |
| 1er | Paul Magnier          | France           | Soudal Quick-Step       | 4 h 36 min 09 s |
| 2e | Ben Turner            | Royaume-Uni      | Ineos Grenadiers        | + 0 s           |
| 3e | Tim Torn Teutenberg   | Allemagne        | Lidl-Trek               | + 0 s           |
| 4e | Thibaud Gruel         | France           | Groupama-FDJ            | + 0 s           |
| 5e | Madis Mihkels         | Estonie          | EF Education-EasyPost   | + 0 s           |
| 6e | Stanisław Aniołkowski | Pologne          | Cofidis                 | + 0 s           |
| 7e | Tim van Dijke         | Pays-Bas         | Red Bull-Bora-Hansgrohe | + 0 s           |
| 8e | Jensen Plowright      | Australie        | Alpecin-Deceuninck      | + 0 s           |
| 9e | Finn Fisher-Black     | Nouvelle-Zélande | Red Bull-Bora-Hansgrohe | + 0 s           |
| 10e | Jan Christen          | Suisse           | UAE Team Emirates XRG   | + 0 s           |

| \| Classement général \| Classement général \| Classement général \| Classement général \| Classement général \| \| Coureur \| Coureur \| Pays \| Équipe \| Temps \| \| ------------------ \| ------------------ \| ------------------ \| -------------------------- \| ------------------ \| \| 1er \| Paul Lapeira \| France \| Decathlon-AG2R La Mondiale \| 16 h 33 min 19 s \| \| 2e \| Victor Langellotti \| Monaco \| Ineos Grenadiers \| + 8 s \| \| 3e \| Jan Christen \| Suisse \| UAE Team Emirates XRG \| + 12 s \| \| 4e \| Antonio Tiberi \| Italie \| Bahrain Victorious \| + 12 s \| \| 5e \| Finn Fisher-Black \| Nouvelle-Zélande \| Red Bull-Bora-Hansgrohe \| + 14 s \| \| 6e \| Quinten Hermans \| Belgique \| Alpecin-Deceuninck \| + 14 s \| \| 7e \| Brandon McNulty \| États-Unis \| UAE Team Emirates XRG \| + 14 s \| \| 8e \| Rafał Majka \| Pologne \| UAE Team Emirates XRG \| + 14 s \| \| 9e \| Mikkel Honoré \| Danemark \| EF Education-EasyPost \| + 18 s \| \| 10e \| Alberto Bettiol \| Italie \| XDS Astana Team \| + 18 s \| |                    |                  |                            |                  |
| |                    |                  |                            |                  |
| |                    |                  |                            |                  |
| Classement général |                    |                  |                            |                  |
| Coureur | Coureur            | Pays             | Équipe                     | Temps            |
| 1er | Paul Lapeira       | France           | Decathlon-AG2R La Mondiale | 16 h 33 min 19 s |
| 2e | Victor Langellotti | Monaco           | Ineos Grenadiers           | + 8 s            |
| 3e | Jan Christen       | Suisse           | UAE Team Emirates XRG      | + 12 s           |
| 4e | Antonio Tiberi     | Italie           | Bahrain Victorious         | + 12 s           |
| 5e | Finn Fisher-Black  | Nouvelle-Zélande | Red Bull-Bora-Hansgrohe    | + 14 s           |
| 6e | Quinten Hermans    | Belgique         | Alpecin-Deceuninck         | + 14 s           |
| 7e | Brandon McNulty    | États-Unis       | UAE Team Emirates XRG      | + 14 s           |
| 8e | Rafał Majka        | Pologne          | UAE Team Emirates XRG      | + 14 s           |
| 9e | Mikkel Honoré      | Danemark         | EF Education-EasyPost      | + 18 s           |
| 10e | Alberto Bettiol    | Italie           | XDS Astana Team            | + 18 s           |

### 5eétape
| \| Classement de l'étape \| Classement de l'étape \| Classement de l'étape \| Classement de l'étape \| Classement de l'étape \| \| Coureur \| Coureur \| Pays \| Équipe \| Temps \| \| --------------------- \| ----------------------- \| --------------------- \| -------------------------- \| --------------------- \| \| 1er \| Matthew Brennan \| Royaume-Uni \| Team Visma \\| Lease a Bike \| 4 h 50 min 04 s \| \| 2e \| Ben Turner \| Royaume-Uni \| Ineos Grenadiers \| + 0 s \| \| 3e \| Andrea Bagioli \| Italie \| Lidl-Trek \| + 0 s \| \| 4e \| Andrea Raccagni Noviero \| Italie \| Soudal Quick-Step \| + 0 s \| \| 5e \| Thibaud Gruel \| France \| Groupama-FDJ \| + 0 s \| \| 6e \| Antonio Tiberi \| Italie \| Bahrain Victorious \| + 0 s \| \| 7e \| Finn Fisher-Black \| Nouvelle-Zélande \| Red Bull-Bora-Hansgrohe \| + 0 s \| \| 8e \| Alberto Bettiol \| Italie \| XDS Astana Team \| + 0 s \| \| 9e \| Pier-André Côté \| Canada \| Israel-Premier Tech \| + 0 s \| \| 10e \| Lorenzo Milesi \| Italie \| Movistar Team \| + 0 s \| |                         |                  |                            |                 |
| |                         |                  |                            |                 |
| |                         |                  |                            |                 |
| Classement de l'étape |                         |                  |                            |                 |
| Coureur | Coureur                 | Pays             | Équipe                     | Temps           |
| 1er | Matthew Brennan         | Royaume-Uni      | Team Visma \| Lease a Bike | 4 h 50 min 04 s |
| 2e | Ben Turner              | Royaume-Uni      | Ineos Grenadiers           | + 0 s           |
| 3e | Andrea Bagioli          | Italie           | Lidl-Trek                  | + 0 s           |
| 4e | Andrea Raccagni Noviero | Italie           | Soudal Quick-Step          | + 0 s           |
| 5e | Thibaud Gruel           | France           | Groupama-FDJ               | + 0 s           |
| 6e | Antonio Tiberi          | Italie           | Bahrain Victorious         | + 0 s           |
| 7e | Finn Fisher-Black       | Nouvelle-Zélande | Red Bull-Bora-Hansgrohe    | + 0 s           |
| 8e | Alberto Bettiol         | Italie           | XDS Astana Team            | + 0 s           |
| 9e | Pier-André Côté         | Canada           | Israel-Premier Tech        | + 0 s           |
| 10e | Lorenzo Milesi          | Italie           | Movistar Team              | + 0 s           |

| \| Classement général \| Classement général \| Classement général \| Classement général \| Classement général \| \| Coureur \| Coureur \| Pays \| Équipe \| Temps \| \| ------------------ \| ------------------ \| ------------------ \| -------------------------- \| ------------------ \| \| 1er \| Paul Lapeira \| France \| Decathlon-AG2R La Mondiale \| 21 h 23 min 23 s \| \| 2e \| Victor Langellotti \| Monaco \| Ineos Grenadiers \| + 8 s \| \| 3e \| Jan Christen \| Suisse \| UAE Team Emirates XRG \| + 12 s \| \| 4e \| Antonio Tiberi \| Italie \| Bahrain Victorious \| + 12 s \| \| 5e \| Finn Fisher-Black \| Nouvelle-Zélande \| Red Bull-Bora-Hansgrohe \| + 14 s \| \| 6e \| Quinten Hermans \| Belgique \| Alpecin-Deceuninck \| + 14 s \| \| 7e \| Brandon McNulty \| États-Unis \| UAE Team Emirates XRG \| + 14 s \| \| 8e \| Rafał Majka \| Pologne \| UAE Team Emirates XRG \| + 14 s \| \| 9e \| Alberto Bettiol \| Italie \| XDS Astana Team \| + 18 s \| \| 10e \| Matteo Sobrero \| Italie \| Red Bull-Bora-Hansgrohe \| + 19 s \| |                    |                  |                            |                  |
| |                    |                  |                            |                  |
| |                    |                  |                            |                  |
| Classement général |                    |                  |                            |                  |
| Coureur | Coureur            | Pays             | Équipe                     | Temps            |
| 1er | Paul Lapeira       | France           | Decathlon-AG2R La Mondiale | 21 h 23 min 23 s |
| 2e | Victor Langellotti | Monaco           | Ineos Grenadiers           | + 8 s            |
| 3e | Jan Christen       | Suisse           | UAE Team Emirates XRG      | + 12 s           |
| 4e | Antonio Tiberi     | Italie           | Bahrain Victorious         | + 12 s           |
| 5e | Finn Fisher-Black  | Nouvelle-Zélande | Red Bull-Bora-Hansgrohe    | + 14 s           |
| 6e | Quinten Hermans    | Belgique         | Alpecin-Deceuninck         | + 14 s           |
| 7e | Brandon McNulty    | États-Unis       | UAE Team Emirates XRG      | + 14 s           |
| 8e | Rafał Majka        | Pologne          | UAE Team Emirates XRG      | + 14 s           |
| 9e | Alberto Bettiol    | Italie           | XDS Astana Team            | + 18 s           |
| 10e | Matteo Sobrero     | Italie           | Red Bull-Bora-Hansgrohe    | + 19 s           |

### 6eétape
| \| Classement de l'étape \| Classement de l'étape \| Classement de l'étape \| Classement de l'étape \| Classement de l'étape \| \| Coureur \| Coureur \| Pays \| Équipe \| Temps \| \| --------------------- \| ---------------------- \| --------------------- \| -------------------------- \| --------------------- \| \| 1er \| Victor Langellotti \| Monaco \| Ineos Grenadiers \| 3 h 32 min 58 s \| \| 2e \| Brandon McNulty \| États-Unis \| UAE Team Emirates XRG \| + 0 s \| \| 3e \| Pello Bilbao \| Espagne \| Bahrain Victorious \| + 7 s \| \| 4e \| Johannes Staune-Mittet \| Norvège \| Decathlon-AG2R La Mondiale \| + 8 s \| \| 5e \| Antonio Tiberi \| Italie \| Bahrain Victorious \| + 8 s \| \| 6e \| Yannis Voisard \| Suisse \| Tudor Pro Cycling Team \| + 8 s \| \| 7e \| Marco Frigo \| Italie \| Israel-Premier Tech \| + 8 s \| \| 8e \| Matteo Sobrero \| Italie \| Red Bull-Bora-Hansgrohe \| + 8 s \| \| 9e \| Rafał Majka \| Pologne \| UAE Team Emirates XRG \| + 8 s \| \| 10e \| Jan Christen \| Suisse \| UAE Team Emirates XRG \| + 8 s \| |                        |            |                            |                 |
| |                        |            |                            |                 |
| |                        |            |                            |                 |
| Classement de l'étape |                        |            |                            |                 |
| Coureur | Coureur                | Pays       | Équipe                     | Temps           |
| 1er | Victor Langellotti     | Monaco     | Ineos Grenadiers           | 3 h 32 min 58 s |
| 2e | Brandon McNulty        | États-Unis | UAE Team Emirates XRG      | + 0 s           |
| 3e | Pello Bilbao           | Espagne    | Bahrain Victorious         | + 7 s           |
| 4e | Johannes Staune-Mittet | Norvège    | Decathlon-AG2R La Mondiale | + 8 s           |
| 5e | Antonio Tiberi         | Italie     | Bahrain Victorious         | + 8 s           |
| 6e | Yannis Voisard         | Suisse     | Tudor Pro Cycling Team     | + 8 s           |
| 7e | Marco Frigo            | Italie     | Israel-Premier Tech        | + 8 s           |
| 8e | Matteo Sobrero         | Italie     | Red Bull-Bora-Hansgrohe    | + 8 s           |
| 9e | Rafał Majka            | Pologne    | UAE Team Emirates XRG      | + 8 s           |
| 10e | Jan Christen           | Suisse     | UAE Team Emirates XRG      | + 8 s           |

| \| Classement général \| Classement général \| Classement général \| Classement général \| Classement général \| \| Coureur \| Coureur \| Pays \| Équipe \| Temps \| \| ------------------ \| ------------------ \| ------------------ \| ----------------------- \| ------------------ \| \| 1er \| Victor Langellotti \| Monaco \| Ineos Grenadiers \| 24 h 56 min 19 s \| \| 2e \| Brandon McNulty \| États-Unis \| UAE Team Emirates XRG \| + 7 s \| \| 3e \| Antonio Tiberi \| Italie \| Bahrain Victorious \| + 20 s \| \| 4e \| Jan Christen \| Suisse \| UAE Team Emirates XRG \| + 21 s \| \| 5e \| Pello Bilbao \| Espagne \| Bahrain Victorious \| + 24 s \| \| 6e \| Rafał Majka \| Pologne \| UAE Team Emirates XRG \| + 24 s \| \| 7e \| Alberto Bettiol \| Italie \| XDS Astana Team \| + 28 s \| \| 8e \| Matteo Sobrero \| Italie \| Red Bull-Bora-Hansgrohe \| + 29 s \| \| 9e \| Filippo Zana \| Italie \| Team Jayco AlUla \| + 29 s \| \| 10e \| Marco Frigo \| Italie \| Israel-Premier Tech \| + 29 s \| |                    |            |                         |                  |
| |                    |            |                         |                  |
| |                    |            |                         |                  |
| Classement général |                    |            |                         |                  |
| Coureur | Coureur            | Pays       | Équipe                  | Temps            |
| 1er | Victor Langellotti | Monaco     | Ineos Grenadiers        | 24 h 56 min 19 s |
| 2e | Brandon McNulty    | États-Unis | UAE Team Emirates XRG   | + 7 s            |
| 3e | Antonio Tiberi     | Italie     | Bahrain Victorious      | + 20 s           |
| 4e | Jan Christen       | Suisse     | UAE Team Emirates XRG   | + 21 s           |
| 5e | Pello Bilbao       | Espagne    | Bahrain Victorious      | + 24 s           |
| 6e | Rafał Majka        | Pologne    | UAE Team Emirates XRG   | + 24 s           |
| 7e | Alberto Bettiol    | Italie     | XDS Astana Team         | + 28 s           |
| 8e | Matteo Sobrero     | Italie     | Red Bull-Bora-Hansgrohe | + 29 s           |
| 9e | Filippo Zana       | Italie     | Team Jayco AlUla        | + 29 s           |
| 10e | Marco Frigo        | Italie     | Israel-Premier Tech     | + 29 s           |

### 7eétape
| \| Classement de l'étape \| Classement de l'étape \| Classement de l'étape \| Classement de l'étape \| Classement de l'étape \| \| Coureur \| Coureur \| Pays \| Équipe \| Temps \| \| --------------------- \| --------------------- \| --------------------- \| ----------------------- \| --------------------- \| \| 1er \| Brandon McNulty \| États-Unis \| UAE Team Emirates XRG \| 14 min 31 s \| \| 2e \| Lorenzo Milesi \| Italie \| Movistar Team \| + 12 s \| \| 3e \| Matteo Sobrero \| Italie \| Red Bull-Bora-Hansgrohe \| + 15 s \| \| 4e \| Antonio Tiberi \| Italie \| Bahrain Victorious \| + 16 s \| \| 5e \| Ben Turner \| Royaume-Uni \| Ineos Grenadiers \| + 19 s \| \| 6e \| Stefan Küng \| Suisse \| Groupama-FDJ \| + 20 s \| \| 7e \| Huub Artz \| Pays-Bas \| Intermarché-Wanty \| + 23 s \| \| 8e \| Jan Christen \| Suisse \| UAE Team Emirates XRG \| + 25 s \| \| 9e \| Marco Frigo \| Italie \| Israel-Premier Tech \| + 26 s \| \| 10e \| Alberto Bettiol \| Italie \| XDS Astana Team \| + 26 s \| |                 |             |                         |             |
| |                 |             |                         |             |
| |                 |             |                         |             |
| Classement de l'étape |                 |             |                         |             |
| Coureur | Coureur         | Pays        | Équipe                  | Temps       |
| 1er | Brandon McNulty | États-Unis  | UAE Team Emirates XRG   | 14 min 31 s |
| 2e | Lorenzo Milesi  | Italie      | Movistar Team           | + 12 s      |
| 3e | Matteo Sobrero  | Italie      | Red Bull-Bora-Hansgrohe | + 15 s      |
| 4e | Antonio Tiberi  | Italie      | Bahrain Victorious      | + 16 s      |
| 5e | Ben Turner      | Royaume-Uni | Ineos Grenadiers        | + 19 s      |
| 6e | Stefan Küng     | Suisse      | Groupama-FDJ            | + 20 s      |
| 7e | Huub Artz       | Pays-Bas    | Intermarché-Wanty       | + 23 s      |
| 8e | Jan Christen    | Suisse      | UAE Team Emirates XRG   | + 25 s      |
| 9e | Marco Frigo     | Italie      | Israel-Premier Tech     | + 26 s      |
| 10e | Alberto Bettiol | Italie      | XDS Astana Team         | + 26 s      |

## Classements finals

### Classement général
| \| Classement général \| Classement général \| Classement général \| Classement général \| Classement général \| \| Coureur \| Coureur \| Pays \| Équipe \| Temps \| \| ------------------ \| ----------------------- \| ------------------ \| -------------------------- \| ------------------ \| \| 1er \| Brandon McNulty \| États-Unis \| UAE Team Emirates XRG \| 25 h 10 min 57 s \| \| 2e \| Antonio Tiberi \| Italie \| Bahrain Victorious \| + 29 s \| \| 3e \| Matteo Sobrero \| Italie \| Red Bull-Bora-Hansgrohe \| + 37 s \| \| 4e \| Jan Christen \| Suisse \| UAE Team Emirates XRG \| + 39 s \| \| 5e \| Victor Langellotti \| Monaco \| Ineos Grenadiers \| + 39 s \| \| 6e \| Alberto Bettiol \| Italie \| XDS Astana Team \| + 47 s \| \| 7e \| Marco Frigo \| Italie \| Israel-Premier Tech \| + 48 s \| \| 8e \| Rafał Majka \| Pologne \| UAE Team Emirates XRG \| + 59 s \| \| 9e \| Pello Bilbao \| Espagne \| Bahrain Victorious \| + 1 min 02 s \| \| 10e \| Filippo Zana \| Italie \| Team Jayco AlUla \| + 1 min 09 s \| \| 11e \| Yannis Voisard \| Suisse \| Tudor Pro Cycling Team \| + 1 min 17 s \| \| 12e \| Johannes Staune-Mittet \| Norvège \| Decathlon-AG2R La Mondiale \| + 1 min 23 s \| \| 13e \| Matthew Riccitello \| États-Unis \| Israel-Premier Tech \| + 1 min 27 s \| \| 14e \| Embret Svestad-Bårdseng \| Norvège \| Arkéa-B&B Hotels \| + 1 min 42 s \| \| 15e \| Rudy Molard \| France \| Groupama-FDJ \| + 2 min 05 s \| |                         |            |                            |                  |
| |                         |            |                            |                  |
| Source : ProCyclingStats |                         |            |                            |                  |
| Classement général |                         |            |                            |                  |
| Coureur | Coureur                 | Pays       | Équipe                     | Temps            |
| 1er | Brandon McNulty         | États-Unis | UAE Team Emirates XRG      | 25 h 10 min 57 s |
| 2e | Antonio Tiberi          | Italie     | Bahrain Victorious         | + 29 s           |
| 3e | Matteo Sobrero          | Italie     | Red Bull-Bora-Hansgrohe    | + 37 s           |
| 4e | Jan Christen            | Suisse     | UAE Team Emirates XRG      | + 39 s           |
| 5e | Victor Langellotti      | Monaco     | Ineos Grenadiers           | + 39 s           |
| 6e | Alberto Bettiol         | Italie     | XDS Astana Team            | + 47 s           |
| 7e | Marco Frigo             | Italie     | Israel-Premier Tech        | + 48 s           |
| 8e | Rafał Majka             | Pologne    | UAE Team Emirates XRG      | + 59 s           |
| 9e | Pello Bilbao            | Espagne    | Bahrain Victorious         | + 1 min 02 s     |
| 10e | Filippo Zana            | Italie     | Team Jayco AlUla           | + 1 min 09 s     |
| 11e | Yannis Voisard          | Suisse     | Tudor Pro Cycling Team     | + 1 min 17 s     |
| 12e | Johannes Staune-Mittet  | Norvège    | Decathlon-AG2R La Mondiale | + 1 min 23 s     |
| 13e | Matthew Riccitello      | États-Unis | Israel-Premier Tech        | + 1 min 27 s     |
| 14e | Embret Svestad-Bårdseng | Norvège    | Arkéa-B&B Hotels           | + 1 min 42 s     |
| 15e | Rudy Molard             | France     | Groupama-FDJ               | + 2 min 05 s     |

| Classement des sprints | Classement des sprints | Classement des sprints | Classement des sprints | Classement des sprints |
| Coureur                | Coureur                | Pays                   | Équipe                 | Points                 |
| ---------------------- | ---------------------- | ---------------------- | ---------------------- | ---------------------- |

| Classement des sprints | Classement des sprints | Classement des sprints | Classement des sprints | Classement des sprints |
| Coureur                | Coureur                | Pays                   | Équipe                 | Points                 |
| ---------------------- | ---------------------- | ---------------------- | ---------------------- | ---------------------- |

| Classement de la montagne | Classement de la montagne | Classement de la montagne | Classement de la montagne | Classement de la montagne |
| Coureur                   | Coureur                   | Pays                      | Équipe                    | Points                    |
| ------------------------- | ------------------------- | ------------------------- | ------------------------- | ------------------------- |
| 1er                       | Timo Kielich              | Belgique                  | Alpecin-Deceuninck        | 75 pts                    |
| 2e                        | Patrick Gamper            | Autriche                  | Team Jayco AlUla          | 26 pts                    |
| 3e                        | Tomasz Budziński          | Pologne                   | Pologne                   | 23 pts                    |
| 4e                        | Antonio Tiberi            | Italie                    | Bahrain Victorious        | 20 pts                    |
| 5e                        | Chris Hamilton            | Australie                 | Team Picnic-PostNL        | 20 pts                    |
| 6e                        | Filip Maciejuk            | Pologne                   | Red Bull-Bora-Hansgrohe   | 19 pts                    |
| 7e                        | Reuben Thompson           | Nouvelle-Zélande          | Lotto                     | 16 pts                    |
| 8e                        | Jensen Plowright          | Australie                 | Alpecin-Deceuninck        | 15 pts                    |
| 9e                        | Colby Simmons             | États-Unis                | EF Education-EasyPost     | 15 pts                    |
| 10e                       | Brandon McNulty           | États-Unis                | UAE Team Emirates XRG     | 14 pts                    |

| Classement de la montagne | Classement de la montagne | Classement de la montagne | Classement de la montagne | Classement de la montagne |
| Coureur                   | Coureur                   | Pays                      | Équipe                    | Points                    |
| ------------------------- | ------------------------- | ------------------------- | ------------------------- | ------------------------- |
| 1er                       | Timo Kielich              | Belgique                  | Alpecin-Deceuninck        | 75 pts                    |
| 2e                        | Patrick Gamper            | Autriche                  | Team Jayco AlUla          | 26 pts                    |
| 3e                        | Tomasz Budziński          | Pologne                   | Pologne                   | 23 pts                    |
| 4e                        | Antonio Tiberi            | Italie                    | Bahrain Victorious        | 20 pts                    |
| 5e                        | Chris Hamilton            | Australie                 | Team Picnic-PostNL        | 20 pts                    |
| 6e                        | Filip Maciejuk            | Pologne                   | Red Bull-Bora-Hansgrohe   | 19 pts                    |
| 7e                        | Reuben Thompson           | Nouvelle-Zélande          | Lotto                     | 16 pts                    |
| 8e                        | Jensen Plowright          | Australie                 | Alpecin-Deceuninck        | 15 pts                    |
| 9e                        | Colby Simmons             | États-Unis                | EF Education-EasyPost     | 15 pts                    |
| 10e                       | Brandon McNulty           | États-Unis                | UAE Team Emirates XRG     | 14 pts                    |

| Classement de la combativité | Classement de la combativité | Classement de la combativité | Classement de la combativité | Classement de la combativité |
| Coureur                      | Coureur                      | Pays                         | Équipe                       | Points                       |
| ---------------------------- | ---------------------------- | ---------------------------- | ---------------------------- | ---------------------------- |

| Classement de la combativité | Classement de la combativité | Classement de la combativité | Classement de la combativité | Classement de la combativité |
| Coureur                      | Coureur                      | Pays                         | Équipe                       | Points                       |
| ---------------------------- | ---------------------------- | ---------------------------- | ---------------------------- | ---------------------------- |

| Classement par équipes | Classement par équipes     | Classement par équipes | Classement par équipes |
| Équipe                 | Équipe                     | Pays                   | Temps                  |
| ---------------------- | -------------------------- | ---------------------- | ---------------------- |
| 1re                    | UAE Team Emirates XRG      | Émirats arabes unis    | 75 h 34 min 39 s       |
| 2e                     | Israel-Premier Tech        | Israël                 | + 3 min 07 s           |
| 3e                     | Bahrain-Victorious         | Bahreïn                | + 5 min 33 s           |
| 4e                     | Lidl-Trek                  | États-Unis             | + 7 min 24 s           |
| 5e                     | Team Visma \| Lease a Bike | Pays-Bas               | + 11 min 55 s          |
| 6e                     | XDS Astana Team            | Kazakhstan             | + 12 min 14 s          |
| 7e                     | Groupama-FDJ               | France                 | + 13 min 27 s          |
| 8e                     | Team Picnic-PostNL         | Pays-Bas               | + 14 min 19 s          |
| 9e                     | Pologne                    | Pologne                | + 16 min 31 s          |
| 10e                    | Movistar Team              | Espagne                | + 17 min 42 s          |

| Classement par équipes | Classement par équipes     | Classement par équipes | Classement par équipes |
| Équipe                 | Équipe                     | Pays                   | Temps                  |
| ---------------------- | -------------------------- | ---------------------- | ---------------------- |
| 1re                    | UAE Team Emirates XRG      | Émirats arabes unis    | 75 h 34 min 39 s       |
| 2e                     | Israel-Premier Tech        | Israël                 | + 3 min 07 s           |
| 3e                     | Bahrain-Victorious         | Bahreïn                | + 5 min 33 s           |
| 4e                     | Lidl-Trek                  | États-Unis             | + 7 min 24 s           |
| 5e                     | Team Visma \| Lease a Bike | Pays-Bas               | + 11 min 55 s          |
| 6e                     | XDS Astana Team            | Kazakhstan             | + 12 min 14 s          |
| 7e                     | Groupama-FDJ               | France                 | + 13 min 27 s          |
| 8e                     | Team Picnic-PostNL         | Pays-Bas               | + 14 min 19 s          |
| 9e                     | Pologne                    | Pologne                | + 16 min 31 s          |
| 10e                    | Movistar Team              | Espagne                | + 17 min 42 s          |

### Classements UCI
La course attribue des points au Classement mondial UCI 2025 selon le barème suivant :
| Position           | 1er | 2e  | 3e  | 4e  | 5e  | 6e  | 7e  | 8e  | 9e | 10e | 11e | 12e | 13e | 14e | 15e | 16e à 20e | 21e à 30e | 31e à 50e | 51e à 55e | 56e à 60e |
| Classement général | 400 | 320 | 260 | 220 | 180 | 140 | 120 | 100 | 80 | 68  | 56  | 48  | 40  | 32  | 28  | 24        | 16        | 8         | 4         | 2         |
| Par étapes         | 50  | 30  | 25  | 20  | 15  | 10  | 8   | 6   | 3  | 1   |     |     |     |     |     |           |           |           |           |           |
| Leader             | 8   |     |     |     |     |     |     |     |    |     |     |     |     |     |     |           |           |           |           |           |

| Rang | Coureur | Équipe | Général | Étape | Leader | Total |
| ---- | ------- | ------ | ------- | ----- | ------ | ----- |
| 1    |         |        |         |       |        |       |
| 2    |         |        |         |       |        |       |
| 3    |         |        |         |       |        |       |
| 4    |         |        |         |       |        |       |
| 5    |         |        |         |       |        |       |
| 6    |         |        |         |       |        |       |
| 7    |         |        |         |       |        |       |
| 8    |         |        |         |       |        |       |
| 9    |         |        |         |       |        |       |
| 10   |         |        |         |       |        |       |

## Évolution des classements
| Étape              | Vainqueur          | Classement général | Classement par points | Classement de la montagne | Classement des sprints intermédiaires | Classement du meilleur polonais | Classement par équipes |
| ------------------ | ------------------ | ------------------ | --------------------- | ------------------------- | ------------------------------------- | ------------------------------- | ---------------------- |
| 1                  | Olav Kooij         | Olav Kooij         | Olav Kooij            | Bauke Mollema             | Donavan Grondin                       | Patryk Stosz                    | XDS Astana             |
| 2                  | Paul Lapeira       | Paul Lapeira       | Paul Lapeira          | Tomasz Budziński          | Patryk Stosz                          | Rafał Majka                     | UAE Emirates XRG       |
| 3                  | Ben Turner         | Paul Lapeira       | Ben Turner            | Timo Kielich              | Patryk Stosz                          | Rafał Majka                     | UAE Emirates XRG       |
| 4                  | Paul Magnier       | Paul Lapeira       | Ben Turner            | Timo Kielich              | Patryk Stosz                          | Rafał Majka                     | UAE Emirates XRG       |
| 5                  | Matthew Brennan    | Paul Lapeira       | Ben Turner            | Timo Kielich              | Patryk Stosz                          | Rafał Majka                     | UAE Emirates XRG       |
| 6                  | Victor Langellotti | Victor Langellotti | Ben Turner            | Timo Kielich              | Patryk Stosz                          | Rafał Majka                     | UAE Emirates XRG       |
| 7                  | Brandon McNulty    | Brandon McNulty    | Ben Turner            | Timo Kielich              | Patryk Stosz                          | Rafał Majka                     | UAE Emirates XRG       |
| Classements finals | Classements finals | Brandon McNulty    | Ben Turner            | Timo Kielich              | Patryk Stosz                          | Rafał Majka                     | UAE Emirates XRG       |

## Liste des participants
| Team Visma \| Lease a Bike TVL | Team Visma \| Lease a Bike TVL | Team Visma \| Lease a Bike TVL |
| ------------------------------ | ------------------------------ | ------------------------------ |
| Num                            | Coureur                        | Pos                            |
| 1                              | Niklas Behrens (GER)           | NP-6                           |
| 2                              | Olav Kooij (NED)               | 93e                            |
| 3                              | Menno Huising (NED)            | 27e                            |
| 4                              | Daniel McLay (GBR)             | AB-6                           |
| 5                              | Attila Valter (HUN)            | 23e                            |
| 6                              | Matthew Brennan (GBR)          | 44e                            |
| 7                              | Steven Kruijswijk (NED)        | 53e                            |

| Alpecin-Deceuninck ADC | Alpecin-Deceuninck ADC      | Alpecin-Deceuninck ADC |
| ---------------------- | --------------------------- | ---------------------- |
| Num                    | Coureur                     | Pos                    |
| 11                     | Lars Boven (NED)            | AB-3                   |
| 12                     | Quinten Hermans (BEL)       | 16e                    |
| 13                     | Timo Kielich (BEL)          | 87e                    |
| 14                     | Jensen Plowright (AUS)      | 70e                    |
| 15                     | Fabio Van den Bossche (BEL) | 85e                    |
| 16                     | Stan Van Tricht (BEL)       | 104e                   |
| 17                     | Samuel Gaze (NZL)           | 76e                    |

| Arkéa-B&B Hotels ARK | Arkéa-B&B Hotels ARK          | Arkéa-B&B Hotels ARK |
| -------------------- | ----------------------------- | -------------------- |
| Num                  | Coureur                       | Pos                  |
| 21                   | Giosuè Epis (ITA)             | 66e                  |
| 22                   | Donavan Grondin (FRA)         | AB-3                 |
| 23                   | Miles Scotson (AUS)           | 109e                 |
| 24                   | Florian Sénéchal (FRA)        | AB-5                 |
| 25                   | Embret Svestad-Bårdseng (NOR) | 14e                  |
| 26                   | Pierre Thierry (FRA)          | DQ-3                 |
| 27                   | Alessandro Verre (ITA)        | 77e                  |

| Bahrain Victorious TBV | Bahrain Victorious TBV  | Bahrain Victorious TBV |
| ---------------------- | ----------------------- | ---------------------- |
| Num                    | Coureur                 | Pos                    |
| 31                     | Pello Bilbao (ESP)      | 9e                     |
| 32                     | Roman Ermakov           | 61e                    |
| 33                     | Jack Haig (AUS)         | 31e                    |
| 34                     | Fran Miholjević (CRO)   | 89e                    |
| 35                     | Antonio Tiberi (ITA)    | 2e                     |
| 36                     | Vlad Van Mechelen (BEL) | 97e                    |
| 37                     | Edoardo Zambanini (ITA) | 38e                    |

| Cofidis COF | Cofidis COF                 | Cofidis COF |
| ----------- | --------------------------- | ----------- |
| Num         | Coureur                     | Pos         |
| 41          | Stanisław Aniołkowski (POL) | NP-5        |
| 42          | Piet Allegaert (BEL)        | AB-6        |
| 43          | Nolann Mahoudo (FRA)        | 69e         |
| 44          | Jan Maas (NED)              | 39e         |
| 45          | Paul Ourselin (FRA)         | NP-6        |
| 46          | Anthony Perez (FRA)         | 73e         |
| 47          | Aimé De Gendt (BEL)         | 42e         |

| Decathlon-AG2R La Mondiale DAT | Decathlon-AG2R La Mondiale DAT | Decathlon-AG2R La Mondiale DAT |
| ------------------------------ | ------------------------------ | ------------------------------ |
| Num                            | Coureur                        | Pos                            |
| 51                             | Sam Bennett (IRL)              | AB-4                           |
| 52                             | Oscar Chamberlain (AUS)        | 101e                           |
| 53                             | Stan Dewulf (BEL)              | 54e                            |
| 54                             | Dorian Godon (FRA) (route)     | 74e                            |
| 55                             | Paul Lapeira (FRA)             | 34e                            |
| 56                             | Rasmus Søjberg (DEN)           | AB-2                           |
| 57                             | Johannes Staune-Mittet (NOR)   | 12e                            |

| EF Education-EasyPost EFE | EF Education-EasyPost EFE   | EF Education-EasyPost EFE |
| ------------------------- | --------------------------- | ------------------------- |
| Num                       | Coureur                     | Pos                       |
| 61                        | Owain Doull (GBR)           | AB-3                      |
| 62                        | Max Walker (GBR)            | 98e                       |
| 63                        | Marijn van den Berg (NED)   | 62e                       |
| 64                        | Mikkel Honoré (DEN)         | NP-5                      |
| 65                        | Darren Rafferty (IRL)       | 86e                       |
| 66                        | Madis Mihkels (EST) (route) | 103e                      |
| 67                        | Colby Simmons (USA)         | 29e                       |

| Groupama-FDJ GFC | Groupama-FDJ GFC    | Groupama-FDJ GFC |
| ---------------- | ------------------- | ---------------- |
| Num              | Coureur             | Pos              |
| 71               | Rémi Cavagna (FRA)  | AB-6             |
| 72               | Clément Davy (FRA)  | 65e              |
| 73               | Thibaud Gruel (FRA) | 25e              |
| 74               | Johan Jacobs (SUI)  | 63e              |
| 75               | Stefan Küng (SUI)   | 40e              |
| 76               | Rudy Molard (FRA)   | 15e              |
| 77               | Enzo Paleni (FRA)   | NP-7             |

| Ineos Grenadiers IGD | Ineos Grenadiers IGD       | Ineos Grenadiers IGD |
| -------------------- | -------------------------- | -------------------- |
| Num                  | Coureur                    | Pos                  |
| 81                   | Lucas Hamilton (AUS)       |                      |
| 82                   | Bob Jungels (LUX) (chrono) | NP-3                 |
| 83                   | Michał Kwiatkowski (POL)   | NP-6                 |
| 84                   | Victor Langellotti (MON)   | 5e                   |
| 85                   | Michael Leonard (CAN)      | 78e                  |
| 86                   | Magnus Sheffield (USA)     | NP-6                 |
| 87                   | Ben Turner (GBR)           | 57e                  |

| Intermarché-Wanty IWA | Intermarché-Wanty IWA   | Intermarché-Wanty IWA |
| --------------------- | ----------------------- | --------------------- |
| Num                   | Coureur                 | Pos                   |
| 91                    | Huub Artz (NED)         | 71e                   |
| 92                    | Kamiel Bonneu (BEL)     | AB-4                  |
| 93                    | Francesco Busatto (ITA) | 49e                   |
| 94                    | Alexander Kamp (DEN)    | 71e                   |
| 95                    | Tom Paquot (BEL)        | 90e                   |
| 96                    | Gerben Thijssen (BEL)   | AB-6                  |
| 97                    | Gijs Van Hoecke (BEL)   | 91e                   |

| Lidl-Trek LTK | Lidl-Trek LTK                         | Lidl-Trek LTK |
| ------------- | ------------------------------------- | ------------- |
| Num           | Coureur                               | Pos           |
| 101           | Andrea Bagioli (ITA)                  |               |
| 102           | Alex Kirsch (LUX)                     | NP-2          |
| 103           | Bauke Mollema (NED)                   | AB-6          |
| 104           | Jacopo Mosca (ITA)                    | 35e           |
| 105           | Sam Oomen (NED)                       | 20e           |
| 106           | Tim Torn Teutenberg (GER)             | 64e           |
| 107           | Mathias Vacek (CZE) (route et chrono) | AB-3          |

| Movistar Team MOV | Movistar Team MOV        | Movistar Team MOV |
| ----------------- | ------------------------ | ----------------- |
| Num               | Coureur                  | Pos               |
| 111               | Davide Cimolai (ITA)     | 108e              |
| 112               | Davide Formolo (ITA)     | 17e               |
| 113               | Fernando Gaviria (COL)   | 112e              |
| 114               | Lorenzo Milesi (ITA)     | 37e               |
| 115               | Manlio Moro (ITA)        | 102e              |
| 116               | Gonzalo Serrano (ESP)    | 81e               |
| 117               | Natnael Tesfatsion (ERI) | 45e               |

| Red Bull-Bora-Hansgrohe RBH | Red Bull-Bora-Hansgrohe RBH      | Red Bull-Bora-Hansgrohe RBH |
| --------------------------- | -------------------------------- | --------------------------- |
| Num                         | Coureur                          | Pos                         |
| 121                         | Finn Fisher-Black (NZL) (chrono) | NP-6                        |
| 122                         | Jonas Koch (GER)                 | 67e                         |
| 123                         | Filip Maciejuk (POL) (chrono)    | 59e                         |
| 124                         | Daniel Martínez (COL)            | 46e                         |
| 125                         | Matteo Sobrero (ITA)             | 3e                          |
| 126                         | Tim van Dijke (NED)              | NP-6                        |
| 127                         | Maxim Van Gils (BEL)             | NP-4                        |

| Soudal Quick-Step SOQ | Soudal Quick-Step SOQ         | Soudal Quick-Step SOQ |
| --------------------- | ----------------------------- | --------------------- |
| Num                   | Coureur                       | Pos                   |
| 131                   | Ayco Bastiaens (BEL)          | 92e                   |
| 132                   | Ethan Hayter (GBR) (chrono)   | NP-6                  |
| 133                   | Paul Magnier (FRA)            | 41e                   |
| 134                   | Casper Pedersen (DEN)         | AB-6                  |
| 135                   | Andrea Raccagni Noviero (ITA) | NP-6                  |
| 136                   | Pepijn Reinderink (NED)       | NP-5                  |
| 137                   | Martin Svrček (SVK)           | 50e                   |

| Lotto LOT | Lotto LOT              | Lotto LOT |
| --------- | ---------------------- | --------- |
| Num       | Coureur                | Pos       |
| 141       | Cédric Beullens (BEL)  | NP-5      |
| 142       | Lars Craps (BEL)       | 32e       |
| 144       | Jasper De Buyst (BEL)  | 83e       |
| 145       | Arjen Livyns (BEL)     | 52e       |
| 146       | Lionel Taminiaux (BEL) | 107e      |
| 147       | Reuben Thompson (NZL)  | 58e       |
| 148       | Elia Viviani (ITA)     | 110e      |

| Team Jayco AlUla JAY | Team Jayco AlUla JAY          | Team Jayco AlUla JAY |
| -------------------- | ----------------------------- | -------------------- |
| Num                  | Coureur                       | Pos                  |
| 151                  | Koen Bouwman (NED)            | NP-5                 |
| 152                  | Patrick Gamper (AUT)          | 72e                  |
| 153                  | Filippo Zana (ITA)            | 10e                  |
| 154                  | Alessandro De Marchi (ITA)    | 94e                  |
| 155                  | Christopher Juul Jensen (DEN) | 43e                  |
| 156                  | Kelland O'Brien (AUS)         | NP-7                 |
| 157                  | Jasha Sütterlin (GER)         | 36e                  |

| Team Picnic-PostNL TPP | Team Picnic-PostNL TPP        | Team Picnic-PostNL TPP |
| ---------------------- | ----------------------------- | ---------------------- |
| Num                    | Coureur                       | Pos                    |
| 161                    | Patrick Eddy (AUS)            | 88e                    |
| 162                    | Chris Hamilton (AUS)          | 18e                    |
| 163                    | Gijs Leemreize (NED)          | 28e                    |
| 164                    | Juan Guillermo Martínez (COL) | NP-7                   |
| 165                    | Max Poole (GBR)               | NP-5                   |
| 166                    | Timo Roosen (NED)             | 82e                    |
| 167                    | Casper van Uden (NED)         | NP-6                   |

| UAE Team Emirates XRG UAD | UAE Team Emirates XRG UAD  | UAE Team Emirates XRG UAD |
| ------------------------- | -------------------------- | ------------------------- |
| Num                       | Coureur                    | Pos                       |
| 171                       | Filippo Baroncini (ITA)    | AB-3                      |
| 172                       | Jan Christen (SUI)         | 4e                        |
| 173                       | Julius Johansen (DEN)      | 84e                       |
| 174                       | Vegard Stake Laengen (NOR) | 56e                       |
| 175                       | Rafał Majka (POL) (route)  | 8e                        |
| 176                       | Brandon McNulty (USA)      | 1er                       |
| 177                       | Florian Vermeersch (BEL)   | 55e                       |

| XDS Astana Team XAT | XDS Astana Team XAT      | XDS Astana Team XAT |
| ------------------- | ------------------------ | ------------------- |
| Num                 | Coureur                  | Pos                 |
| 181                 | Alberto Bettiol (ITA)    | 6e                  |
| 182                 | Michele Gazzoli (ITA)    | 106e                |
| 183                 | Max Kanter (GER)         | 79e                 |
| 184                 | Ide Schelling (NED)      | 96e                 |
| 185                 | Alessandro Romele (ITA)  | 99e                 |
| 186                 | Diego Ulissi (ITA)       | 19e                 |
| 187                 | Nicolas Vinokourov (KAZ) | 48e                 |

| Israel-Premier Tech IPT | Israel-Premier Tech IPT  | Israel-Premier Tech IPT |
| ----------------------- | ------------------------ | ----------------------- |
| Num                     | Coureur                  | Pos                     |
| 191                     | George Bennett (NZL)     | 24e                     |
| 192                     | Pier-André Côté (CAN)    | NP-7                    |
| 193                     | Marco Frigo (ITA)        | 7e                      |
| 194                     | Christopher Froome (GBR) | 68e                     |
| 195                     | Nadav Raisberg (ISR)     | 60e                     |
| 196                     | Matthew Riccitello (USA) | 13e                     |
| 197                     | Ethan Vernon (GBR)       | 75e                     |

| Tudor Pro Cycling Team TUD | Tudor Pro Cycling Team TUD     | Tudor Pro Cycling Team TUD |
| -------------------------- | ------------------------------ | -------------------------- |
| Num                        | Coureur                        | Pos                        |
| 201                        | Arvid de Kleijn (NED)          | 105e                       |
| 202                        | Sebastian Kolze Changizi (DEN) | 100e                       |
| 203                        | Hannes Wilksch (GER)           | 47e                        |
| 204                        | Arthur Kluckers (LUX) (route)  | 95e                        |
| 205                        | Luc Wirtgen (LUX)              | AB-2                       |
| 206                        | Yannis Voisard (SUI)           | 11e                        |
| 207                        | Maikel Zijlaard (NED)          | NP-5                       |

| Pologne POL | Pologne POL         | Pologne POL |
| ----------- | ------------------- | ----------- |
| Num         | Coureur             | Pos         |
| 211         | Paweł Bernas        | NP-6        |
| 212         | Marcin Budziński    | 33e         |
| 213         | Tomasz Budziński    | 80e         |
| 214         | Mateusz Gajdulewicz | 30e         |
| 215         | Piotr Pękala        |             |
| 216         | Michał Pomorski     | AB-6        |
| 217         | Patryk Stosz        |             |

| Team Visma \| Lease a Bike TVL | Team Visma \| Lease a Bike TVL | Team Visma \| Lease a Bike TVL |
| ------------------------------ | ------------------------------ | ------------------------------ |
| Num                            | Coureur                        | Pos                            |
| 1                              | Niklas Behrens (GER)           | NP-6                           |
| 2                              | Olav Kooij (NED)               | 93e                            |
| 3                              | Menno Huising (NED)            | 27e                            |
| 4                              | Daniel McLay (GBR)             | AB-6                           |
| 5                              | Attila Valter (HUN)            | 23e                            |
| 6                              | Matthew Brennan (GBR)          | 44e                            |
| 7                              | Steven Kruijswijk (NED)        | 53e                            |

| Alpecin-Deceuninck ADC | Alpecin-Deceuninck ADC      | Alpecin-Deceuninck ADC |
| ---------------------- | --------------------------- | ---------------------- |
| Num                    | Coureur                     | Pos                    |
| 11                     | Lars Boven (NED)            | AB-3                   |
| 12                     | Quinten Hermans (BEL)       | 16e                    |
| 13                     | Timo Kielich (BEL)          | 87e                    |
| 14                     | Jensen Plowright (AUS)      | 70e                    |
| 15                     | Fabio Van den Bossche (BEL) | 85e                    |
| 16                     | Stan Van Tricht (BEL)       | 104e                   |
| 17                     | Samuel Gaze (NZL)           | 76e                    |

| Arkéa-B&B Hotels ARK | Arkéa-B&B Hotels ARK          | Arkéa-B&B Hotels ARK |
| -------------------- | ----------------------------- | -------------------- |
| Num                  | Coureur                       | Pos                  |
| 21                   | Giosuè Epis (ITA)             | 66e                  |
| 22                   | Donavan Grondin (FRA)         | AB-3                 |
| 23                   | Miles Scotson (AUS)           | 109e                 |
| 24                   | Florian Sénéchal (FRA)        | AB-5                 |
| 25                   | Embret Svestad-Bårdseng (NOR) | 14e                  |
| 26                   | Pierre Thierry (FRA)          | DQ-3                 |
| 27                   | Alessandro Verre (ITA)        | 77e                  |

| Bahrain Victorious TBV | Bahrain Victorious TBV  | Bahrain Victorious TBV |
| ---------------------- | ----------------------- | ---------------------- |
| Num                    | Coureur                 | Pos                    |
| 31                     | Pello Bilbao (ESP)      | 9e                     |
| 32                     | Roman Ermakov           | 61e                    |
| 33                     | Jack Haig (AUS)         | 31e                    |
| 34                     | Fran Miholjević (CRO)   | 89e                    |
| 35                     | Antonio Tiberi (ITA)    | 2e                     |
| 36                     | Vlad Van Mechelen (BEL) | 97e                    |
| 37                     | Edoardo Zambanini (ITA) | 38e                    |

| Cofidis COF | Cofidis COF                 | Cofidis COF |
| ----------- | --------------------------- | ----------- |
| Num         | Coureur                     | Pos         |
| 41          | Stanisław Aniołkowski (POL) | NP-5        |
| 42          | Piet Allegaert (BEL)        | AB-6        |
| 43          | Nolann Mahoudo (FRA)        | 69e         |
| 44          | Jan Maas (NED)              | 39e         |
| 45          | Paul Ourselin (FRA)         | NP-6        |
| 46          | Anthony Perez (FRA)         | 73e         |
| 47          | Aimé De Gendt (BEL)         | 42e         |

| Decathlon-AG2R La Mondiale DAT | Decathlon-AG2R La Mondiale DAT | Decathlon-AG2R La Mondiale DAT |
| ------------------------------ | ------------------------------ | ------------------------------ |
| Num                            | Coureur                        | Pos                            |
| 51                             | Sam Bennett (IRL)              | AB-4                           |
| 52                             | Oscar Chamberlain (AUS)        | 101e                           |
| 53                             | Stan Dewulf (BEL)              | 54e                            |
| 54                             | Dorian Godon (FRA) (route)     | 74e                            |
| 55                             | Paul Lapeira (FRA)             | 34e                            |
| 56                             | Rasmus Søjberg (DEN)           | AB-2                           |
| 57                             | Johannes Staune-Mittet (NOR)   | 12e                            |

| EF Education-EasyPost EFE | EF Education-EasyPost EFE   | EF Education-EasyPost EFE |
| ------------------------- | --------------------------- | ------------------------- |
| Num                       | Coureur                     | Pos                       |
| 61                        | Owain Doull (GBR)           | AB-3                      |
| 62                        | Max Walker (GBR)            | 98e                       |
| 63                        | Marijn van den Berg (NED)   | 62e                       |
| 64                        | Mikkel Honoré (DEN)         | NP-5                      |
| 65                        | Darren Rafferty (IRL)       | 86e                       |
| 66                        | Madis Mihkels (EST) (route) | 103e                      |
| 67                        | Colby Simmons (USA)         | 29e                       |

| Groupama-FDJ GFC | Groupama-FDJ GFC    | Groupama-FDJ GFC |
| ---------------- | ------------------- | ---------------- |
| Num              | Coureur             | Pos              |
| 71               | Rémi Cavagna (FRA)  | AB-6             |
| 72               | Clément Davy (FRA)  | 65e              |
| 73               | Thibaud Gruel (FRA) | 25e              |
| 74               | Johan Jacobs (SUI)  | 63e              |
| 75               | Stefan Küng (SUI)   | 40e              |
| 76               | Rudy Molard (FRA)   | 15e              |
| 77               | Enzo Paleni (FRA)   | NP-7             |

| Ineos Grenadiers IGD | Ineos Grenadiers IGD       | Ineos Grenadiers IGD |
| -------------------- | -------------------------- | -------------------- |
| Num                  | Coureur                    | Pos                  |
| 81                   | Lucas Hamilton (AUS)       |                      |
| 82                   | Bob Jungels (LUX) (chrono) | NP-3                 |
| 83                   | Michał Kwiatkowski (POL)   | NP-6                 |
| 84                   | Victor Langellotti (MON)   | 5e                   |
| 85                   | Michael Leonard (CAN)      | 78e                  |
| 86                   | Magnus Sheffield (USA)     | NP-6                 |
| 87                   | Ben Turner (GBR)           | 57e                  |

| Intermarché-Wanty IWA | Intermarché-Wanty IWA   | Intermarché-Wanty IWA |
| --------------------- | ----------------------- | --------------------- |
| Num                   | Coureur                 | Pos                   |
| 91                    | Huub Artz (NED)         | 71e                   |
| 92                    | Kamiel Bonneu (BEL)     | AB-4                  |
| 93                    | Francesco Busatto (ITA) | 49e                   |
| 94                    | Alexander Kamp (DEN)    | 71e                   |
| 95                    | Tom Paquot (BEL)        | 90e                   |
| 96                    | Gerben Thijssen (BEL)   | AB-6                  |
| 97                    | Gijs Van Hoecke (BEL)   | 91e                   |

| Lidl-Trek LTK | Lidl-Trek LTK                         | Lidl-Trek LTK |
| ------------- | ------------------------------------- | ------------- |
| Num           | Coureur                               | Pos           |
| 101           | Andrea Bagioli (ITA)                  |               |
| 102           | Alex Kirsch (LUX)                     | NP-2          |
| 103           | Bauke Mollema (NED)                   | AB-6          |
| 104           | Jacopo Mosca (ITA)                    | 35e           |
| 105           | Sam Oomen (NED)                       | 20e           |
| 106           | Tim Torn Teutenberg (GER)             | 64e           |
| 107           | Mathias Vacek (CZE) (route et chrono) | AB-3          |

| Movistar Team MOV | Movistar Team MOV        | Movistar Team MOV |
| ----------------- | ------------------------ | ----------------- |
| Num               | Coureur                  | Pos               |
| 111               | Davide Cimolai (ITA)     | 108e              |
| 112               | Davide Formolo (ITA)     | 17e               |
| 113               | Fernando Gaviria (COL)   | 112e              |
| 114               | Lorenzo Milesi (ITA)     | 37e               |
| 115               | Manlio Moro (ITA)        | 102e              |
| 116               | Gonzalo Serrano (ESP)    | 81e               |
| 117               | Natnael Tesfatsion (ERI) | 45e               |

| Red Bull-Bora-Hansgrohe RBH | Red Bull-Bora-Hansgrohe RBH      | Red Bull-Bora-Hansgrohe RBH |
| --------------------------- | -------------------------------- | --------------------------- |
| Num                         | Coureur                          | Pos                         |
| 121                         | Finn Fisher-Black (NZL) (chrono) | NP-6                        |
| 122                         | Jonas Koch (GER)                 | 67e                         |
| 123                         | Filip Maciejuk (POL) (chrono)    | 59e                         |
| 124                         | Daniel Martínez (COL)            | 46e                         |
| 125                         | Matteo Sobrero (ITA)             | 3e                          |
| 126                         | Tim van Dijke (NED)              | NP-6                        |
| 127                         | Maxim Van Gils (BEL)             | NP-4                        |

| Soudal Quick-Step SOQ | Soudal Quick-Step SOQ         | Soudal Quick-Step SOQ |
| --------------------- | ----------------------------- | --------------------- |
| Num                   | Coureur                       | Pos                   |
| 131                   | Ayco Bastiaens (BEL)          | 92e                   |
| 132                   | Ethan Hayter (GBR) (chrono)   | NP-6                  |
| 133                   | Paul Magnier (FRA)            | 41e                   |
| 134                   | Casper Pedersen (DEN)         | AB-6                  |
| 135                   | Andrea Raccagni Noviero (ITA) | NP-6                  |
| 136                   | Pepijn Reinderink (NED)       | NP-5                  |
| 137                   | Martin Svrček (SVK)           | 50e                   |

| Lotto LOT | Lotto LOT              | Lotto LOT |
| --------- | ---------------------- | --------- |
| Num       | Coureur                | Pos       |
| 141       | Cédric Beullens (BEL)  | NP-5      |
| 142       | Lars Craps (BEL)       | 32e       |
| 144       | Jasper De Buyst (BEL)  | 83e       |
| 145       | Arjen Livyns (BEL)     | 52e       |
| 146       | Lionel Taminiaux (BEL) | 107e      |
| 147       | Reuben Thompson (NZL)  | 58e       |
| 148       | Elia Viviani (ITA)     | 110e      |

| Team Jayco AlUla JAY | Team Jayco AlUla JAY          | Team Jayco AlUla JAY |
| -------------------- | ----------------------------- | -------------------- |
| Num                  | Coureur                       | Pos                  |
| 151                  | Koen Bouwman (NED)            | NP-5                 |
| 152                  | Patrick Gamper (AUT)          | 72e                  |
| 153                  | Filippo Zana (ITA)            | 10e                  |
| 154                  | Alessandro De Marchi (ITA)    | 94e                  |
| 155                  | Christopher Juul Jensen (DEN) | 43e                  |
| 156                  | Kelland O'Brien (AUS)         | NP-7                 |
| 157                  | Jasha Sütterlin (GER)         | 36e                  |

| Team Picnic-PostNL TPP | Team Picnic-PostNL TPP        | Team Picnic-PostNL TPP |
| ---------------------- | ----------------------------- | ---------------------- |
| Num                    | Coureur                       | Pos                    |
| 161                    | Patrick Eddy (AUS)            | 88e                    |
| 162                    | Chris Hamilton (AUS)          | 18e                    |
| 163                    | Gijs Leemreize (NED)          | 28e                    |
| 164                    | Juan Guillermo Martínez (COL) | NP-7                   |
| 165                    | Max Poole (GBR)               | NP-5                   |
| 166                    | Timo Roosen (NED)             | 82e                    |
| 167                    | Casper van Uden (NED)         | NP-6                   |

| UAE Team Emirates XRG UAD | UAE Team Emirates XRG UAD  | UAE Team Emirates XRG UAD |
| ------------------------- | -------------------------- | ------------------------- |
| Num                       | Coureur                    | Pos                       |
| 171                       | Filippo Baroncini (ITA)    | AB-3                      |
| 172                       | Jan Christen (SUI)         | 4e                        |
| 173                       | Julius Johansen (DEN)      | 84e                       |
| 174                       | Vegard Stake Laengen (NOR) | 56e                       |
| 175                       | Rafał Majka (POL) (route)  | 8e                        |
| 176                       | Brandon McNulty (USA)      | 1er                       |
| 177                       | Florian Vermeersch (BEL)   | 55e                       |

| XDS Astana Team XAT | XDS Astana Team XAT      | XDS Astana Team XAT |
| ------------------- | ------------------------ | ------------------- |
| Num                 | Coureur                  | Pos                 |
| 181                 | Alberto Bettiol (ITA)    | 6e                  |
| 182                 | Michele Gazzoli (ITA)    | 106e                |
| 183                 | Max Kanter (GER)         | 79e                 |
| 184                 | Ide Schelling (NED)      | 96e                 |
| 185                 | Alessandro Romele (ITA)  | 99e                 |
| 186                 | Diego Ulissi (ITA)       | 19e                 |
| 187                 | Nicolas Vinokourov (KAZ) | 48e                 |

| Israel-Premier Tech IPT | Israel-Premier Tech IPT  | Israel-Premier Tech IPT |
| ----------------------- | ------------------------ | ----------------------- |
| Num                     | Coureur                  | Pos                     |
| 191                     | George Bennett (NZL)     | 24e                     |
| 192                     | Pier-André Côté (CAN)    | NP-7                    |
| 193                     | Marco Frigo (ITA)        | 7e                      |
| 194                     | Christopher Froome (GBR) | 68e                     |
| 195                     | Nadav Raisberg (ISR)     | 60e                     |
| 196                     | Matthew Riccitello (USA) | 13e                     |
| 197                     | Ethan Vernon (GBR)       | 75e                     |

| Tudor Pro Cycling Team TUD | Tudor Pro Cycling Team TUD     | Tudor Pro Cycling Team TUD |
| -------------------------- | ------------------------------ | -------------------------- |
| Num                        | Coureur                        | Pos                        |
| 201                        | Arvid de Kleijn (NED)          | 105e                       |
| 202                        | Sebastian Kolze Changizi (DEN) | 100e                       |
| 203                        | Hannes Wilksch (GER)           | 47e                        |
| 204                        | Arthur Kluckers (LUX) (route)  | 95e                        |
| 205                        | Luc Wirtgen (LUX)              | AB-2                       |
| 206                        | Yannis Voisard (SUI)           | 11e                        |
| 207                        | Maikel Zijlaard (NED)          | NP-5                       |

| Pologne POL | Pologne POL         | Pologne POL |
| ----------- | ------------------- | ----------- |
| Num         | Coureur             | Pos         |
| 211         | Paweł Bernas        | NP-6        |
| 212         | Marcin Budziński    | 33e         |
| 213         | Tomasz Budziński    | 80e         |
| 214         | Mateusz Gajdulewicz | 30e         |
| 215         | Piotr Pękala        |             |
| 216         | Michał Pomorski     | AB-6        |
| 217         | Patryk Stosz        |             |